# آلفونس پواتی-سوچلاتی
آلفونس پواتی-سوچلاتی (انگلیسی: Alphonse Poaty-Souchlaty; ۲۵ مارس ۱۹۴۱ – ۲۴ اکتبر ۲۰۲۴) سیاستمدار اهل جمهوری کنگو بود. وی از ۷ اوت ۱۹۸۹ تا ۳ دسامبر ۱۹۹۰ نخست‌وزیر این کشور بود.
آلفونس پواتی-سوچلاتی در ۲۴ اکتبر ۲۰۲۴، در سن ۸۳ سالگی درگذشت.